# Goodreads
Goodreads est un site web de critiques et de notation de livres. Fondé en décembre 2006, puis lancé en janvier 2007 par Otis Chandler II, un ingénieur informatique et entrepreneur, et Elizabeth Khuri,, ce site se base sur des notions de catalogage social et permet aux individus de faire des recherches dans une vaste base de données comprenant des livres, des annotations et des critiques littéraires. Les usagers peuvent y créer un compte pour consigner leurs impressions de lecture, ce qui génère des listes de suggestions personnalisées. Ils ont également la possibilité de créer leurs propres clubs de lecture, des sondages, des blogs et de lancer des discussions.
En décembre 2007, le site comptait plus de 650 000 membres et plus de 10 000 000 de livres avaient été ajoutés à la base de données. En juillet 2012, le site a déclaré avoir 10 millions d'usagers, 20 millions de visites mensuelles, et 30 employés. Le 28 mars 2013, Amazon annonce l'acquisition de Goodreads pour un montant non divulgué; et le 23 juillet 2013, le site web indique que le nombre d'usagers a grimpé à 55 millions de membres, soit une hausse de 200 % au cours des onze derniers mois.

## Histoire
Le couple formé par Otis Chandler et Elizabeth Khuri crée Goodreads en 2006. La mission du site web est d'« aider les gens à trouver et à partager les livres qu'ils aiment... [et] à améliorer le processus d'apprentissage par la lecture à travers le monde ». Goodreads s'adresse aussi à « ce que les éditeurs appellent le problème de la "découvrabilité" en guidant les consommateurs de l'époque du numérique à trouver des livres qu'ils pourraient avoir envie de lire.»
Au cours de sa première année d'opération, la compagnie a fonctionné sans aucune forme de revenu officiel. En décembre 2007, le site a reçu un financement estimé à 750 000$ de la part d'angel investors. Ce financement a duré jusqu'en 2009, moment où Goodreads a reçu deux millions de dollars de True Ventures. En octobre 2010, la compagnie a ouvert son interface de programmation, ce qui a autorisé les développeurs à accéder à ses classements et à ses titres. Goodreads reçoit aussi une faible commission quand un membre clique sur un livre à partir de son site pour l'acheter en ligne.
En 2010, Goodreads lance son application mobile, qui offre dès lors accès aux mêmes fonctionnalités que l'interface web.
En 2011, Goodreads acquiert Discoveread, un moteur de recommandations littéraires qui emploie des « algorithmes qui analysent quels livres les usagers pourraient aimer en se basant sur les livres qu'ils ont déjà lus et aimés et sur les livres que d'autres membres aux goûts similaires ont aimés »,. Le site est en mesure de faire ces recommandations après qu'un usager ait évalué 20 livres sur une échelle de 1 à 5 étoiles. Otis Chandler croyait que ce système serait supérieur à celui d'Amazon, puisque celui que ce dernier emploie inclut les livres qu'un usager a cherchés ou achetés comme cadeaux au moment où il détermine ses recommandations,. Plus tard cette même année, Goodreads a introduit un algorithme qui suggérait des livres aux usagers qui avait déjà plus de 5 millions de membres. Macy Halford, du journal The New Yorker a noté que l'algorithme n'était pas parfait, étant donné que le nombre de livres dont il avait besoin pour générer une recommandation parfaite était si grand que, « le temps que j'en lise la moitié de ce qu'il fallait, mes préférences de lecture auraient changé et je devrais recommencer à zéro ».
En octobre 2012, Goodreads annonce qu'il a atteint 11 millions de membres avec 395 millions de livres catalogués et plus de 20000 clubs de lecture créés par ses usagers. Un mois plus tard, en novembre 2012, Goodreads a surpassé 12 millions d'usagers, la base de membres ayant doublé en un an.
En mars 2013, Amazon propose un arrangement pour acquérir Goodreads au cours du second trimestre de 2013 pour une somme non divulguée,,. En septembre 2013, Goodreads a annoncé qu'il allait supprimer, sans avertissement, les critiques littéraires qui mentionnaient le comportement de l'auteur ou menaçaient celui-ci.
En janvier 2016, Amazon annonce sur Shelfari (en) qu'il le fusionnerait avec Goodreads et fermerait définitivement Shelfari. Pour préparer les membres de Shelfari au changement, Amazon publie sur Shelfari.com : «ANNONCE IMPORTANTE: Shelfari fusionne avec Goodreads. En apprendre davantage.», en plus d'un lien menant à la page intitulée « FAQ » et d'instructions pour télécharger ses données et migrer vers Goodreads. Deux mois ont été alloués aux usagers pour faire leur transition vers Goodreads. Même si les discussions tenues sur Shelfari n'ont pas été transférées, (étant donné qu'Amazon aurait eu besoin de la permission de tous les interlocuteurs pour pouvoir le faire), les membres ont été prévenus : « vous pouvez sauvegarder vos propres données pour vos propres dossiers »,.
En avril 2016, Goodreads annonce que plus de 50 millions de critiques littéraires ont été mises en ligne sur le site par les usagers.

## Caractéristiques

### Découvertes littéraires
Sur le site de Goodreads, les usagers peuvent ajouter des livres à leur bibliothèque personnelle, évaluer et critiquer des livres, voir ce que leurs amis et leurs auteurs préférés lisent, participer à des discussions ou encore joindre des groupes pour discuter d'une grande variété de sujets. Ils peuvent également recevoir des suggestions de prochaines lectures basées sur leurs critiques des livres qu'ils ont lus précédemment. Une fois que les usagers ont ajouté leurs amis à leur profil, ils voient ce qu'ils ont sur leurs propres « étagères » (façon particulière à Goodreads de nommer les listes de livres lus ou à lire), leurs critiques, et peuvent commenter leurs pages. Goodreads comporte un système de notation allant de une à cinq étoiles, avec l'option d'accompagner l'évaluation par une critique littéraire. Le site fournit par défaut les « étagères » Lu, En cours de lecture et À lire, et l'opportunité de créer des étagères personnalisées pour catégoriser les livres de l'usager.

### Accès au contenu
Les membres de Goodreads peuvent lire ou écouter un aperçu d'un livre sur le site grâce à Kindle Cloud Reader and Audible. Goodreads offre également des questionnaires et des trivia, des citations, des listes de lecture et des cadeaux (« free giveaways »). Les usagers peuvent recevoir l'info-lettre, qui contient l'annonce de la parution de nouveaux livres, des suggestions, des entrevues accordées par des auteurs et de la poésie. Si un usager a écrit un travail, celui-ci peut être joint au profil de l'auteur, qui inclut un blog de l'auteur. La plateforme organise également des opportunités de rencontres hors-ligne, tels que des échanges de livres « dans la vraie vie ».

### Interactions entre les usagers
Le site web facilite les interactions entre les lecteurs et les auteurs via des entrevues, des cadeaux, des blogs d'auteur et des informations du profil. Il y a aussi une section spéciale pour les auteurs ayant des suggestions pour la promotion de leurs œuvres sur Goodreads.com, visant à les aider à atteindre leur public cible. En 2011, « dix-sept mille auteurs, incluant James Patterson et Margaret Atwood » utilisaient Goodreads de façon promotionnelle.
En outre, Goodreads est présent sur Facebook, Pinterest, Twitter, et autres sites de réseaux sociaux,,. Relier un compte Goodreads avec un compte d'un autre réseau social comme Facebook active la possibilité d'importer des contacts qui ont eux aussi un compte Goodreads, ce qui accroît la liste d'amis. De plus, certains paramètres sont disponibles pour autoriser Goodreads à publier directement sur le second réseau social, ce qui informe, par exemple, les amis Facebook de ce que le membre est en train de lire ou de ce qu'il a pensé d'un livre. Ce lien constant de Goodreads vers les autres réseaux sociaux permet à l'information de circuler et à la connexion entre les usagers et les autres individus présents sur le web de perdurer.
L'Amazon Kindle Paperwhite (version 2) et la Kindle Voyage intègrent d'ailleurs la plateforme de Goodreads via un bouton d'interface usager.

## Catalogue de données
Les données de ce catalogue livresque ont été récoltées grâce à des importations provenant de diverses sources de données fermées et ouvertes, incluant des auteurs auto-édités, Ingram, Amazon (avant 2012 et après 2013),, Worldcat et la Bibliothèque du Congrès.
Les bibliothécaires de Goodreads ont pour fonction d'améliorer l'information que l'on retrouve sur le site. Ils peuvent éditer les descriptions de livres, ajouter des éditions différentes du même livre ou celles d'un même éditeur ayant une nouvelle page couverture et travailler sur la biographie de l'auteur. Les membres de Goodreads peuvent se porter volontaires pour devenir des bibliothécaires après qu'ils ont ajouté 50 livres à leur profil. Ces bibliothécaires coordonnent le Groupe des Bibliothécaires de Goodreads.
Pour ce qui est des données de l'usager, elles deviennent la propriété de Goodreads tout en restant disponibles via l'interface de programmation, ou API, contrairement à d'autres projets similaires comme Open Library (qui publie le catalogue et que les membres éditent comme open data).

### Controverse sur les exigences d'Amazon
En janvier 2012, Goodreads a cessé d'utiliser l'API publicitaire d'Amazon pour les metadonnées bibliographiques (comme le titre, l'auteur, le nombre de pages) pour se tourner vers le grossiste Ingram. Goodreads sentait que les exigences d'Amazon pour utiliser son API étaient trop contraignantes, et que la combinaison d'Ingram, de la bibliothèque du Congrès, et d'autres sources serait plus flexible. Vis-à-vis l'inquiétude de ses usagers, Goodreads a mis en place plusieurs solutions pour faciliter la transition et s'assurer qu'aucune donnée ne soit perdue dans le processus, même pour les titres qui, comme les éditions Kindle et les œuvres auto-publiées étant seulement disponibles sur Amazon, étaient en danger de suppression. Néanmoins, consécutivement à son acquisition par Amazon en mai 2013, Goodreads a recommencé à utiliser les données d'Amazon.

## Compétition et critiques littéraires justes
En 2012, Goodreads a reçu des critiques de ses usagers à propos de la validité et de la tonalité des critiques littéraires publiées sur le site; plusieurs sites web et membres déclarant que certaines critiques harcelaient et encourageaient des attaques contre les auteurs. La plateforme également été pointée du doigt parce qu'elle contenait des critiques littéraires positives de livres racistes, des citations racistes ou des usagers visiblement « suprématistes blancs »,. Goodreads a donc publié des balises pour les critiques littéraires en août 2012 dans le but de redresser la situation. Plus tard, le nouveau propriétaire Amazon a réitéré cette politique et l'a durcie en ajoutant que toute critique contenant « une attaque ad hominem ou un commentaire hors-sujet » serait supprimée. Plusieurs sources d'informations ont rapporté l'annonce, notant au passage les raisons commerciales d'Amazon d'agir ainsi :

« Lorsque les auteurs menaçaient une annulation de compte massive pour protester contre l'intimidation, bon nombre des utilisateurs qui ont commenté l'annonce menaçaient de la même chose. Et bien que cela puisse sembler n'être rien de plus qu'un petit comportement de terrain de jeu entre des enfants qui, honnêtement, ne savent pas qui est le bon ou le méchant, gardez en tête que plusieurs détaillants de livres électroniques intègrent l'API Goodreads dans leurs pages de ventes, publiant efficacement les critiques de livres que plusieurs membres de la communauté Goodreads savaient être faux, n'étant rien de plus qu'un acte de vengeance contre un auteur; des ventes dans le monde réel ont été réalisées parce que les consommateurs se sont fiés à ces critiques littéraires. »

— Mercy Pilkington, Good E-Reader News
Concernant l'acquisition de Goodreads par Amazon en 2013, The NY Times soutient que « Goodreads était un rival d'Amazon en tant que lieu de découverte littéraire » et que cet achat « consolidait le pouvoir d'Amazon de déterminer quel auteur avait droit à une exposition pour son travail ». Certains auteurs, toutefois, ont cru que l'achat signifierait que « le meilleur endroit pour discuter des livres rejoindrait le meilleur endroit pour acheter des livres ».

## Goodreads Choice Awards
Le Goodreads Choice Awards est un programme de récompense annuel, lancé pour la première fois sur Goodreads en 2009. Les usagers sont en mesure de voter pour les livres publiés au cours de la dernière année que Goodreads a nommé, ou que la communauté de la plateforme a nommé. La majorité des livres que Goodreads nomine lui-même sont écrits par les auteurs de Goodreads. La ronde finale des votes détermine les 10 meilleurs livres dans 20 catégories.

### Gagnants
| Catégorie                                                             | 2009                                                             | 2010                                                      | 2011                                                                                         | 2012                                                                              | 2013                                                                                | 2014                                                                          | 2015                                                                                           | 2016                                                                         |
| --------------------------------------------------------------------- | ---------------------------------------------------------------- | --------------------------------------------------------- | -------------------------------------------------------------------------------------------- | --------------------------------------------------------------------------------- | ----------------------------------------------------------------------------------- | ----------------------------------------------------------------------------- | ---------------------------------------------------------------------------------------------- | ---------------------------------------------------------------------------- |
| Meilleur livre (favori de tous les temps)                             | Catching Fire par Suzanne Collins                                | Mockingjay par Suzanne Collins                            | Divergent par Veronica Roth                                                                  |                                                                                   |                                                                                     |                                                                               |                                                                                                |                                                                              |
| Meilleure fiction                                                     | The Help par Kathryn Stockett                                    | Room par Emma Donoghue                                    | 1Q84 par Haruki Murakami                                                                     | The Casual Vacancy par J. K. Rowling                                              | And the Mountains Echoed par Khaled Hosseini                                        | Landline par Rainbow Rowell                                                   | Go Set A Watchman par Harper Lee                                                               | Truly Madly Guilty par Liane Moriarty                                        |
| Meilleure non-fiction                                                 | Columbine, par Dave Cullen                                       | The Immortal Life of Henrietta Lacks par Rebecca Skloot   | The Geeks Shall Inherit the Earth par Alexandra Robbins                                      | Quiet: The Power of Introverts in a World That Can't Stop Talking par Susan Cain  | The Autistic Brain: Thinking Across the Spectrum par Temple Grandin & Richard Panek | The Opposite of Loneliness par Marina Keegan                                  | Modern Romance: An Investigation par Aziz Ansari & Eric Klinenberg                             | Hamilton: The Revolution par Lin-Manuel Miranda & Jeremy McCarter            |
| Meilleur mystère & suspense                                           | The Girl Who Played With Fire par Stieg Larsson                  | The Girl Who Kicked the Hornets' Nest par Stieg Larsson   | Smokin' Seventeen par Janet Evanovich                                                        | Gone Girl par Gillian Flynn                                                       | Inferno par Dan Brown                                                               | Mr. Mercedes par Stephen King                                                 | The Girl on the Train par Paula Hawkins                                                        | End of Watch par Stephen King                                                |
| Meilleur fantastique                                                  | Dead and Gone par Charlaine Harris                               | Towers of Midnight par Robert Jordan et Brandon Sanderson | A Dance with Dragons par George R. R. Martin                                                 | The Dark Tower: The Wind Through the Keyhole par Stephen King                     | The Ocean at the End of the Lane par Neil Gaiman                                    | The Book of Life par Deborah Harkness                                         | Trigger Warning: Short Fictions and Disturbances par Neil Gaiman                               | Harry Potter and the Cursed Child par J. K. Rowling                          |
| Meilleure science-fiction                                             | Leviathan par Scott Westerfeld                                   | Feed par Mira Grant                                       | 22/11/63 par Stephen King                                                                    | The Long Earth par Terry Pratchett et Stephen Baxter                              | MaddAddam par Margaret Atwood                                                       | The Martian par Andy Weir                                                     | Golden Son par Pierce Brown                                                                    | Morning Star par Pierce Brown                                                |
| Meilleure chick lit                                                   | The Last Song par Nicholas Sparks                                |                                                           |                                                                                              |                                                                                   |                                                                                     |                                                                               |                                                                                                |                                                                              |
| Meilleure romance                                                     | An Echo in the Bone par Diana Gabaldon                           | Lover Mine par J. R. Ward                                 | Lover Unleashed par J. R. Ward                                                               | Fifty Shades Freed par E. L. James                                                | Lover at Last par J. R. Ward                                                        | Written in My Own Heart's Blood par Diana Gabaldon                            | Confess par Colleen Hoover                                                                     | It Ends With Us par Colleen Hoover                                           |
| Meilleure fiction jeune adulte                                        | Along for the Ride par Sarah Dessen                              | Before I Fall par Lauren Oliver                           | Where She Went par Gayle Forman                                                              | The Fault in Our Stars par John Green                                             | Eleanor & Park par Rainbow Rowell                                                   | We Were Liars par E. Lockhart                                                 | All the Bright Places par Jennifer Niven                                                       | Salt to the Sea par Ruta Sepetys                                             |
| Meilleure série jeune adulte                                          | Catching Fire par Suzanne Collins                                |                                                           |                                                                                              |                                                                                   |                                                                                     |                                                                               |                                                                                                |                                                                              |
| Meilleur roman graphique (« & bande-dessinée », depuis 2011)          | Batman: Whatever Happened to the Caped Crusader? par Neil Gaiman | Twilight: The Graphic Novel par Stephenie Meyer           | Vampire Academy: The Graphic Novel par Richelle Mead                                         | The Walking Dead Vol. 16: A Larger World par Robert Kirkman                       | Beautiful Creatures par Kami Garcia, Margaret Stohl et artist Cassandra Jean        | Serenity: Leaves on the Wind par Zack Whedon, Fábio Moon et Daniel Dos Santos | Saga - Volume Four par Brian K. Vaughan et Fiona Staples                                       | Adulthood is a Myth par Sarah Andersen                                       |
| Meilleur jeunesse                                                     | Diary of a Wimpy Kid: Dog Days, par Jeff Kinney                  | Diary of a Wimpy Kid: The Ugly Truth par Jeff Kinney      | The Son of Neptune par Rick Riordan                                                          | The Mark of Athena par Rick Riordan                                               | The House of Hades par Rick Riordan                                                 | The Blood of Olympus par Rick Riordan                                         | The Sword of Summer par Rick Riordan                                                           | The Trials of Apollo par Rick Riordan                                        |
| Meilleur illustré                                                     | Blueberry Girl par Neil Gaiman                                   | It's a Book par Lane Smith                                | When I Grow Up par "Weird Al" Yankovic                                                       | Olivia and the Fairy Princesses par Ian Falconer                                  | The Day the Crayons Quit par Drew Daywalt (en) et Oliver Jeffers                    | The Pigeon Needs a Bath! (I Do Not!) par Mo Willems                           | The Day the Crayons Came Home par Drew Daywalt (en) et Oliver Jeffers                          | The Thank You Book par Mo Willems                                            |
| Meilleur paranormal                                                   |                                                                  | Dead in the Family par Charlaine Harris                   | Shadowfever par Karen Marie Moning                                                           | Shadow of Night par Deborah Harkness                                              | Cold Days par Jim Butcher                                                           |                                                                               |                                                                                                |                                                                              |
| Meilleure fiction historique                                          |                                                                  | Fall of Giants par Ken Follett                            | The Paris Wife par Paula McLain                                                              | The Light Between Oceans par M. L. Stedman                                        | Life After Life par Kate Atkinson                                                   | All the Light We Cannot See par Anthony Doerr                                 | The Nightingale par Kristin Hannah                                                             | The Underground Railroad par Colson Whitehead                                |
| Meilleure poésie                                                      |                                                                  | Come On All You Ghosts par Matthew Zapruder               | Horoscopes for the Dead par Billy Collins                                                    | A Thousand Mornings par Mary Oliver                                               | The Fall of Arthur par J. R. R. Tolkien                                             | Lullabies par Lang Leav                                                       | The Dogs I Have Kissed par Trista Mateer                                                       | The Princess Saves Herself in This One par Amanda Lovelace                   |
| Meilleure histoire & biographie                                       |                                                                  | The Tudors par G. J. Meyer                                | Steve Jobs par Walter Isaacson                                                               |                                                                                   | Jim Henson: The Biography par Brian Jay Jones                                       | The Romanov Sisters par Helen Rappaport                                       | Dead Wake: The Last Crossing of the Lusitania par Erik Larson                                  | Leonard: My Fifty-Year Friendship with a Remarkable Man, par William Shatner |
| Meilleures mémoires & autobiographies                                 |                                                                  | Unbearable Lightness par Portia de Rossi                  | Two Kisses for Maddy: A Memoir of Loss and Love par Matthew Logelin                          | Wild: From Lost to Found on the Pacific Crest Trail par Cheryl Strayed            | I am Malala par Malala Yousafzai                                                    | This Star Won't Go Out par Esther Earl                                        | A Work in Progress par Connor Franta                                                           | When Breath Becomes Air par Paul Kalanithi                                   |
| Meilleur humour                                                       |                                                                  | Bite Me: A Love Story par Christopher Moore               | Bossypants par Tina Fey                                                                      | Let's Pretend This Never Happened par Jenny Lawson                                | Hyperbole and a Half par Allie Brosh                                                | Yes Please par Amy Poehler                                                    | Why Not Me? par Mindy Kaling                                                                   | The Girl with the Lower Back Tattoo par Amy Schumer                          |
| Meilleur fantastique jeune adulte (« & science-fiction » depuis 2011) |                                                                  | Mockingjay par Suzanne Collins                            | Divergent par Veronica Roth                                                                  | Insurgent par Veronica Roth                                                       | Allegiant par Veronica Roth                                                         | City of Heavenly Fire par Cassandra Clare                                     | Queen of Shadows par Sarah J. Maas                                                             | A Court of Mist and Fury par Sarah J. Maas                                   |
| Meilleur nouvel auteur (Goodreads)                                    |                                                                  | Rebecca Skloot (The Immortal Life of Henrietta Lacks)     |                                                                                              |                                                                                   | Emma Chase (Tangled)                                                                | Pierce Brown (Red Rising)                                                     | Victoria Aveyard (Red Queen)                                                                   | Alwyn Hamilton (Rebel of the Sands)                                          |
| Meilleure couverture                                                  |                                                                  | Torment par Lauren Kate                                   |                                                                                              |                                                                                   |                                                                                     |                                                                               |                                                                                                |                                                                              |
| Meilleure Horreur                                                     |                                                                  |                                                           | Graveminder par Melissa Marr                                                                 | The Twelve par Justin Cronin                                                      | Doctor Sleep par Stephen King                                                       | Prince Lestat par Anne Rice                                                   | Saint Odd par Dean Koontz                                                                      | The Fireman par Joe Hill                                                     |
| Meilleures recettes                                                   |                                                                  |                                                           | My Father's Daughter par Gwyneth Paltrow                                                     | The Pioneer Woman Cooks: Recipes from an Accidental Country Girl par Ree Drummond | Tequila Mockingbird: Cocktails with a Literary Twist par Tim Federle (en)           | Make It Ahead: A Barefoot Contessa Cookbook par Ina Garten                    | The Pioneer Woman Cooks: Dinnertime par Ree Drummond                                           | Cravings par Chrissy Teigen                                                  |
| Meilleur voyage et extérieur                                          |                                                                  |                                                           | Little Princes: One Man's Promise to Bring Home the Lost Children of Nepal par Conor Grennan |                                                                                   |                                                                                     |                                                                               |                                                                                                |                                                                              |
| Meilleur auteur Goodreads                                             |                                                                  |                                                           | Cassandra Clare (City of Fallen Angels)                                                      | Veronica Roth (Insurgent)                                                         |                                                                                     |                                                                               |                                                                                                |                                                                              |
| Meilleure affaire                                                     |                                                                  |                                                           |                                                                                              |                                                                                   |                                                                                     | #GIRLBOSS par Sophia Amoruso                                                  |                                                                                                |                                                                              |
| Meilleur science & technologies                                       |                                                                  |                                                           |                                                                                              |                                                                                   |                                                                                     |                                                                               | Beneath the Surface: Killer Whales, SeaWorld, and the Truth Beyond Blackfish par John Hargrove | Are We Smart Enough to Know How Smart Animals Are? par Frans De Waal         |

### Lauréats multiples
Plusieurs auteurs ont gagné plus d'une fois le Goodreads Choice Awards ou ont reçu le même prix plusieurs années. Le tableau ci-contre les présente :
(Énuméré par le nombre de fois que le prix fut remporté par l'auteur, puis par ordre alphabétique du nom de famille)
| Nombre de fois reçu | Auteur                               | Catégorie pour le prix décerné |
| ------------------- | ------------------------------------ | --- |
| 6                   | Rick Riordan                         | Meilleur jeunesse (2011, 2012, 2013, 2014, 2015, 2016)                                                                            |
| 5                   | Stephen King                         | Meilleure Science-Fiction (2011), Meilleur Fantastique (2012), Meilleure Horreur (2013), Meilleur Mystère & Suspense (2014, 2016) |
| 5                   | Veronica Roth                        | Meilleur livre (2011), Meilleur Fantastique & Science-Fiction Jeune Adulte (2011, 2012, 2013), Meilleur Auteur Goodreads (2012)   |
| 4                   | Suzanne Collins                      | Meilleur livre (2009, 2010), Meilleure Série Jeune Adulte (2009), Meilleur Fantastique Jeune Adulte (2011)                        |
| 4                   | Neil Gaiman                          | Meilleur fantastique (2013, 2015), Meilleur Roman Graphique (2009), Meilleur Illustré (2009)                                      |
| 3                   | Pierce Brown                         | Meilleur nouvel auteur Goodreads (2014), Meilleure Science-Fiction (2015, 2016)                                                   |
| 3                   | J. R. Ward                           | Meilleure romance (2010, 2011, 2013)                                                                                              |
| 2                   | Cassandra Clare                      | Meilleur auteur Goodreads (2011), Meilleur Fantastique & Science-Fiction Jeune Adulte (2014),                                     |
| 2                   | Drew Daywalt (en) and Oliver Jeffers | Meilleur illustré (2013, 2015) |
| 2                   | Ree Drummond                         | Meilleures recettes (2012, 2015)                                                                                                  |
| 2                   | Diana Gabaldon                       | Meilleure Romance (2009, 2014) |
| 2                   | Deborah Harkness                     | Meilleur Paranormal (2012), Meilleur Fantastique (2014)                                                                           |
| 2                   | Charlaine Harris                     | Meilleur Fantastique (2009), Meilleur Paranormal (2010)                                                                           |
| 2                   | Colleen Hoover                       | Meilleure Romance (2015, 2016) |
| 2                   | Jeff Kinney                          | Meilleur Jeunesse (2009, 2010) |
| 2                   | Stieg Larsson                        | Meilleur Mystère & Suspense (2009, 2010)                                                                                          |
| 2                   | Sarah J. Maas                        | Meilleur Fantastique Jeune Adulte & Science-Fiction (2015, 2016)                                                                  |
| 2                   | Rainbow Rowell                       | Meilleure Fiction (2014), Meilleure Fiction Jeune Adulte (2013)                                                                   |
| 2                   | J. K. Rowling                        | Meilleure Fiction (2012), Meilleur Fantastique (2016)                                                                             |
| 2                   | Rebecca Skloot                       | Meilleure Non-fiction (2010), Meilleur Nouvel Auteur Goodreads (2010)                                                             |
| 2                   | Mo Willems                           | Meilleur illustré (2014, 2016) |